# Hetairia
Hetairia (Hetäria, grekiska ἑταιρία, "kamratskap", "förening", "klubb") var i antikens Grekland en förening av likatänkande till ömsesidigt understöd.
I de demokratiska staterna utövades under politiskt upprörda tider ett stort och ofta fördärvbringande inflytande av som hemliga förbund organiserade hetairior, vilkas uppgift var att bekämpa demokratin. Så var till exempel i Aten under det peloponnesiska krigets tid (431–404 f.Kr.) förhållandet med de oligarkiska hetairiorna, vilka år 411 störtade den demokratiska författningen och år 404 genom förrädiska förbindelser med Sparta medverkade vid upprättandet av de "trettio tyrannernas välde".
I nyare tider har ordet använts som namn på några grekiska samfund av dels litterär, dels politisk art. I synnerhet ett par hetairior har blivit omtalade, den av skalden Rhigas på 1770-talet stiftade politiska hetairian och dess fortsättning, vilka arbetat för den grekiska nationalitetens pånyttfödelse och frihet, den 1814 bildade Hetairia ton filikon ("Filikerna") och Hetairia ton filomuson ("Filomusernas samfund"), som stiftades 1812. 